# Ханакаев, Солтахан Ахмедханович
Солтахан (Султан) Ахмедханович Ханакаев (род. 27 февраля 1958) — советский боксёр, тренер по боксу, Заслуженный тренер России (27.04.1999).

## Спортивная карьера
Работал тренером в ДЮСШ по боксу города Избербаша. 26 сентября 2007 года пропал без вести.

## Известные воспитанники
- Акаев, Ибрагим Акаевич — обладатель Кубка Европы, чемпион мира среди полицейских.